# Acolastus medvedevi
Acolastus medvedevi es un coleóptero de la familia Chrysomelidae.
Fue descrita científicamente por primera vez en 1977 por Lopatin.